# Декалог 1
«Декало́г 1» (пол. Dekalog, jeden) — первый телефильм из десятисерийного цикла «Декалог», снятого польским кинорежиссёром Кшиштофом Кесьлёвским. Фильм вышел на экраны 10 декабря 1989 года.
Психологическая драма о столкновении разума и веры отсылает к первой из десяти заповедей — «Да не будет у тебя других богов перед лицом Моим», или, по другой оценке, ко второй заповеди — «Не делай себе кумира».

## Сюжет
В многоквартирном доме в одном из районов Варшавы живёт университетский профессор Кшиштоф со своим 12-летним сыном Павлом. Кшиштоф интересуется искусственным интеллектом, дома у него есть несколько персональных компьютеров, работать с которыми он обучил и Павла: тот решает на компьютере задачи, также компьютер может включить свет или воду в ванной.
Неподалёку от дома находится пруд, на берегу которого сидит и жжёт костёр какой-то человек. Однажды Павел видит возле пруда труп собаки, что заставляет его задуматься о смерти: он задаёт отцу вопрос о том, что такое смерть, но тот отвечает скупо в чисто биологических терминах. После школы за Павлом иногда присматривает тётя Ирена, сестра отца, глубоко религиозная женщина, которая пытается приучить мальчика к основам христианской веры. Павел говорит, что компьютер может ответить на вопрос, что сейчас делает его мама, поскольку она далеко, а компьютер может вычислить разницу в часовых поясах. Мальчика печалит то, что компьютер не может сказать, что мама видела во сне, на что Ирена отвечает, что во сне она наверняка видела самого Павла.

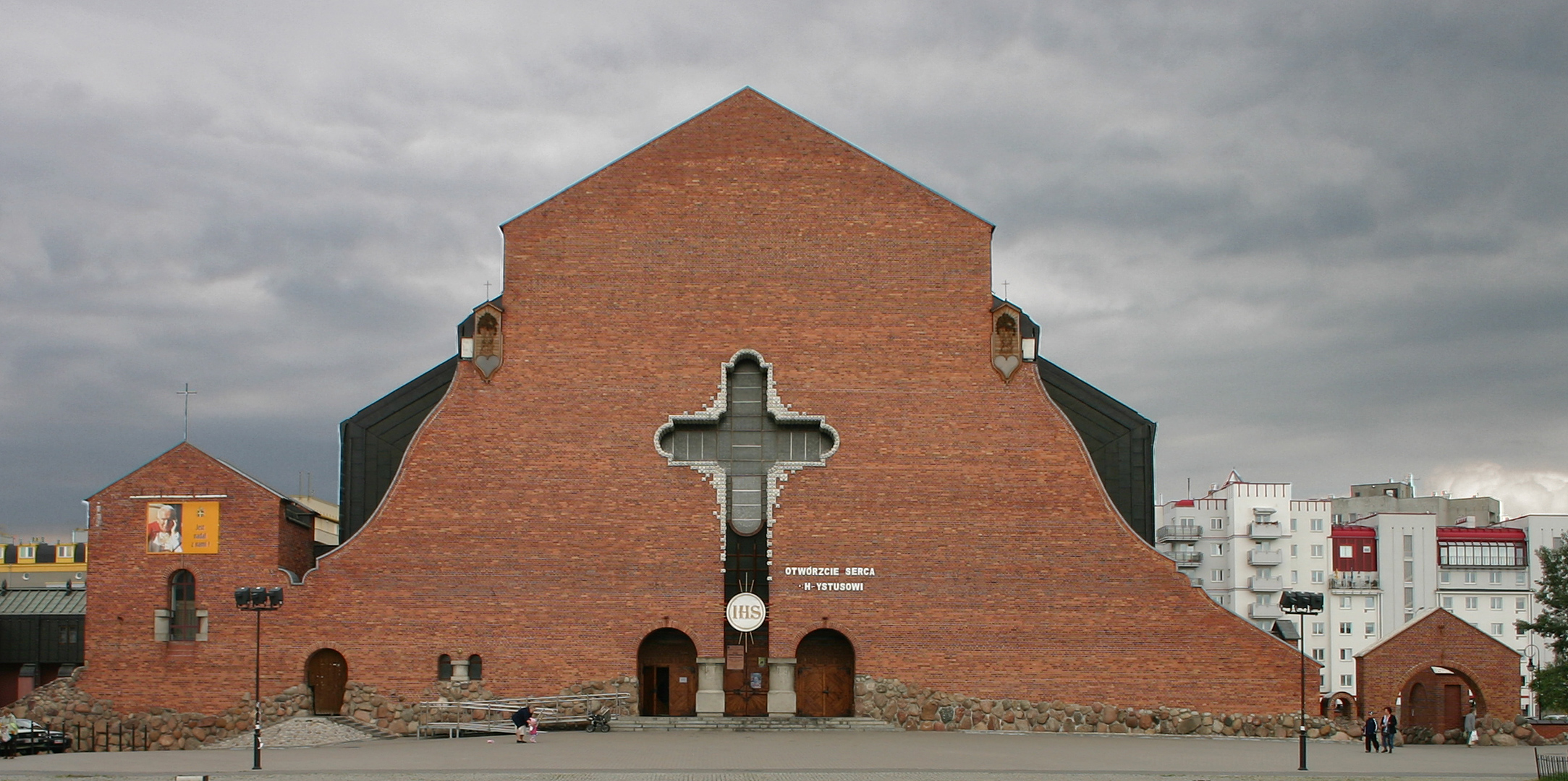
Костёл в Урсынове, показанный в фильме

Ещё только начало зимы, но Павел случайно находит дома новые коньки — подарок ему на Рождество. Отец говорит, что Павел может уже взять их. С помощью компьютера они вычисляют вес, который сейчас может выдержать лёд на пруду, — толщина льда абсолютно безопасна для катания. Кшиштоф вечером выходит на лёд, чтобы проверить, что тот достаточно прочный. На следующий день, пока Павел в школе, Кшиштоф слышит звук сирены и видит людей, бегущих к пруду. Он не обращает на это внимания, но затем узнаёт, что урок английского, на котором сейчас должен быть Павел, отменён из-за болезни учительницы, и Павел сказал друзьям, что пойдёт кататься на коньках.
Кшиштоф и Ирена подходят к пруду, толпа людей наблюдает за тем, как пожарники вытаскивают из полыньи тела. Кшиштоф уходит домой и видит, что его компьютер включился и на экране появились слова «Я готов…» Он выходит из дома и входит в строящуюся церковь, подходя к временному алтарю перед Ченстоховской иконой Божией Матери. Он опрокидывает подставку для свечей, и капли воска стекают по лицу Богоматери как слёзы.

## В ролях
- Хенрик Барановский — Кшиштоф
- Войцех Клата — Павел
- Майя Коморовская — Ирена
- Мария Гладковская — Аня
- Артур Барцись — мужчина, сидящий у пруда
- Агнешка Брустман — шахматистка

## Создание
Согласно воспоминаниям Кшиштофа Песевича, в основу фильма положены две истории. Одна из них взята из жизни самого сценариста: однажды его сын пошёл кататься на коньках и долго не возвращался, поэтому отец начал переживать, что лёд мог треснуть. Она дополнена элементами биографии друга Песевича, профессора физики, который воспитал сына-вундеркинда. В результате Кесьлёвский и Песевич создали «притчу о рационалисте, который верит в науку, её права и законы, но забывает о непредсказуемости человеческой судьбы».
Сначала Кесьлёвский сам хотел сняться в роли отца, однако эта идея не понравилась съёмочной группе. Сложно было найти исполнителя роли Павла. В какой-то момент мальчик-актёр был найден, и было отснято 30 % материала, но режиссёр понял, что ошибся. Уже после этого он встретил Войцеха Клату, который и сыграл роль Павла.

## Критика
Славой Жижек в книге «Киногид извращенца» говорит о том, что «Декалог 1» связан со второй заповедью «Не делай себе кумира», причём «кумир» «воплощается в компьютере как фальшивом машинном боге». В результате Бог «наказывает дитя за вину отца». Он называет первый фильм «историей нулевого уровня о травмирующем вмешательстве бессмысленной случайной Реальности, в которой отсутствует интерсубъективное напряжение других серий». Также Жижек отмечает, что только в сценарии «Декалога 1» явным образом указана причина, по которой в компьютерных расчётах толщины льда произошла ошибка — «находящаяся неподалёку электростанция ночью слила в озеро горячую воду», — в то время как в самом фильме этому не даётся никакого объяснения.